# Naoto Ishikawa
Naoto Ishikawa (japanisch 石川 直人 Ishikawa Naoto; * 7. November 1989 in der Präfektur Ibaraki) ist ein japanischer Fußballspieler.

## Karriere
Ishikawa erlernte das Fußballspielen in der Jugendmannschaft von Mito HollyHock. Seinen ersten Vertrag unterschrieb er 2008 bei Mito HollyHock. Der Verein spielte in der zweithöchsten Liga des Landes, der J2 League. Ende 2009 beendete er seine Karriere als Fußballspieler.